# Virus de la grippe B
Betainfluenzavirus influenzae
Espèce
Synonymes
- Influenza B virus (ICTV, 1995)
- Influenza virus B (ICTV, 1976)
- Influenza type B virus (ICTV, 1971)

Les virus de la grippe B, dont le nom scientifique depuis 2021 est Betainfluenzavirus influenzae (anciennement Influenza B virus), sont des virus à ARN monocaténaire de polarité négative à génome segmenté du genre Betainfluenzavirus, famille des Orthomyxoviridae. Les virus de la grippe B ont, comme les virus de la grippe A, deux glycoprotéines de surface : l’hémagglutinine H et la neuraminidase N. Les virus de la grippe A et B sont « la cause des épidémies saisonnières associées à une morbidité, une mortalité, et des pertes économiques » (Lugovtsev et al., 2007)
Le virus de la grippe B est un virus strictement humain, cependant un réservoir non humain a été détecté en 2000 et isolé aux Pays-Bas : le phoque.
Les chercheurs après analyses de séquences et de la sérologie, indiquent que la souche « est étroitement liée aux souches qui ont circulé chez l’homme 4 à 5 ans plus tôt. Les analyses rétrospectives des sérums prélevés de 971 phoques ont montré une prévalence des anticorps au virus de la grippe B dans 2 % des animaux après 1995, et aucune avant 1995 ». Cette découverte remet donc en cause l’idée que le virus de la grippe B est strictement d’origine humaine, mais il pourrait y avoir d’autres sources inconnues dans la nature.
Ces mêmes chercheurs pensent néanmoins que l’introduction de ce virus chez les phoques serait d’origine humaine, remontant à 1995. Le virus de la grippe B peut se réassortir avec le virus de la grippe A circulant chez l’homme. Cependant, ces remaniements se font très rarement. Ceci peut s’expliquer en partie par les phénomènes très lents de changement de virus de la grippe B. « Il a été suggéré que l’évolution de la configuration des virus de la grippe B est intermédiaire entre celui de la grippe A et celui de la grippe C ». Les raisons des différences de vitesse d’évolution ne sont pas encore parfaitement connues.
Le profil phylogénétique des gènes codant sa multiplication (hémagglutinine, nucléoprotéine, protéine non structurelle…) isolé de 1940 à 1998 a été analysé de manière parallèle afin de comprendre les mécanismes d’évolution de ces virus, et il en ressort une évolution de manière totalement indépendante de ces gènes (en l'occurrence, les gènes codants : la protéine hémagglutinine, la nucléoprotéine, les protéines de matrice, et les protéines non structurales). En outre, « les topologies variables ont été apparemment le résultat d’échange génétique fréquent entre les virus épidémiques cocirculant » (Lindstrom et al., 1999). Cette diversité génétique proviendrait notamment de réassortiment génétique ou des délétions génétiques, aboutissant à une « diversité génétique » supérieure à celle du virus de la grippe A (or ce dernier mute plus rapidement que le virus de la grippe B). 
« Ainsi, malgré la baisse des taux d’évolution du virus de la grippe B, il est proposé que, grâce à l’emploi de ces mécanismes, de nouvelles variantes de virus du type B avec un génome distinct sont générés, ce qui entraine des épisodes épidémiques saisonniers » . Ces échanges rapides de segments de gène pourraient assurer la variabilité nécessaire pour ces virus afin de continuer à circuler. Les virus de type B évoluent depuis 1980 en 2 lignées présentant des antigènes différents et qui sont représentées par les souches B/Yamagata/16/88 et B/Victoria/2/87.  En 2001, en Amérique du Nord est réapparue la lignée B/Victoria. Cette souche avait disparu depuis dix ans. Depuis ces deux souches font partie des saisons grippales notamment en 1996-1997 et 2002-2003 avec la grippe A et en 2000-2001 où elle était dominante. 
Il est possible, que la lignée B/Yamagata se soit éteinte, pendant la pandémie de Covid-19.